# Creu de Ferro
La Creu de Ferro (en alemany Eisernes Kreuz) era una condecoració militar del Regne de Prússia, de l'Imperi Alemany (1871-1918) i de l'Alemanya Nazi (1933-1945). Era atorgada al valor entre els membres més destacats de l'exèrcit, i disposava de diferents graus, representats afegint-hi espases i fulles de roure.

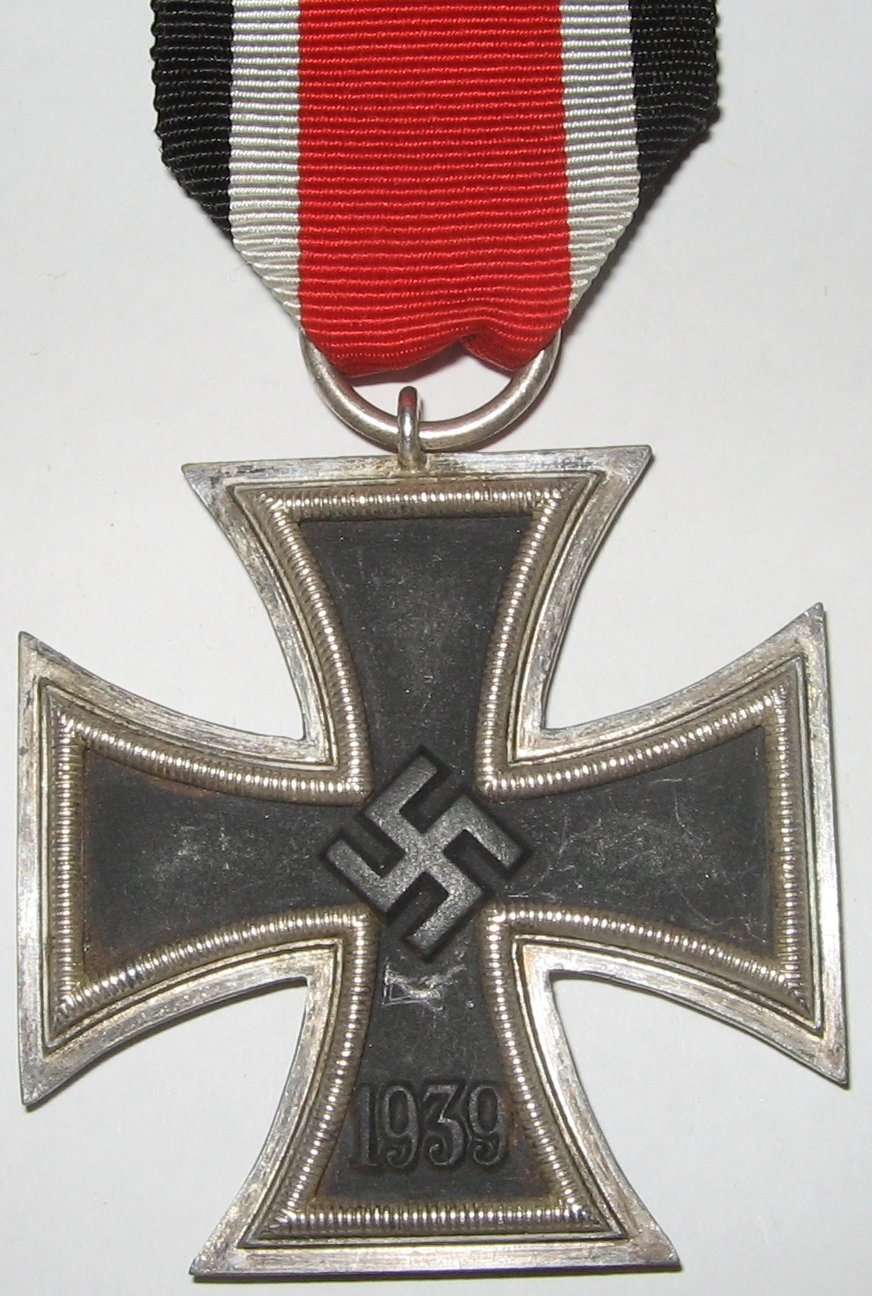
Creu de Ferro 1939 de segona classe

## Història
Va ser creada el 10 de març de 1813 i atorgada durant les Guerres d'alliberament contra Napoleó I. El rei de Prússia Guillem I va autoritzar que fos tornada a atorgadr el 19 de juliol de 1870, durant la guerra Franco-Prussiana. Els receptors que encara estaven en servei el 1895 van ser autoritzats a lluir una barra de 25 anys, amb el nombre 25 sobre tres fulles de roure. La Creu de Ferro va tornar a ser autoritzada pel Kàiser Guillem II el 5 d'agost de 1914, a l'inici de la Primera Guerra Mundial.
Les versions 1813, 1870 i 1914 tenien tres graus:
- Creu de Ferro de 2a Classe.
- Creu de Ferro de 1a Classe.
- Gran Creu de la Creu de Ferro (alemany: Grosskreuz des Eisernen Kreuzes, o normalment Grosskreuz).

Si bé les medalles eren totes idèntiques fos quina fos la classe, la manera com es lluïen és el que les diferenciava. La Creu de Ferro de 1ª classe se subjectava a l'esquerra de l'uniforme directament mitjançant una agulla o un cargol, mentre que la de 2ª classe es lluïa penjant d'un galó. La Gran Creu penjava del coll.
La Gran Creu es creà per als generals superiors de l'exèrcit alemany. Encara es creà una condecoració més alta, l'Estrella de la Gran Creu de la Creu de Ferro, atorgada només en dues ocasions, al Mariscal Gebhard von Blücher el 1813 i al Mariscal Paul von Hindenburg el 1918. Es planejava atorgar-la per tercera vegada al general de més èxit durant la Segona Guerra Mundial, però no es va fer res després de la desfeta alemanya de 1945.
Tant la Creu de Ferro de 1a classe com la de 2a classe s'atorgaven sense distinció de rang. S'havia de posseir la de 2a classe per poder rebre la de 1a (tot i que en algunes ocasions es va atorgar simultàniament). Aquesta natura igualitària contrastava amb la majoria dels estats alemanys (així com amb la majoria de les monarquies europees), a on les condecoracions militars s'atorgaven basant-se en el rang del receptor. Així doncs, els oficials bavaresos podien rebre diversos graus de l'Orde del Mèrit Militar (Militär-Verdienstorden), mentre que la classe de tropa rebia els diversos graus de la Creu del Mèrit Militar (Militär-Verdienstkreuz). Però tot i aquesta naturalesa igualitària, era molt més senzill pels oficials i sots-oficials rebre la Creu de Ferro que no pas per a la classe de tropa.
Durant la I Guerra Mundial, es van atorgar aproximadament 4.000.000 de Creus de Ferro de 2a Classe i 145.000 de 1a classe. Les xifres exactes no es poden saber, car els arxius prussians van ser destruïts durant la Segona Guerra Mundial. La gran quantitat de condecoracions va reduir l'estatus i la reputació de la condecoració. Uns dels receptors més famosos de la Creu de Ferro 1914 de 1a classe va ser Adolf Hitler, sent un dels pocs receptors de classe tropa (només era un Gefreiter o Caporal). Aquesta pot veure's penjant a l'esquerra del pit en moltíssimes fotografies.

### Segona Guerra Mundial

La Balkenkreuz, emblema de la Wehrmacht

El 1939, i amb l'esclat de la Segona Guerra Mundial, Adolf Hitler restaurà l'ús de la Creu de Ferro com a condecoració alemanya (en lloc de prussiana com a les versions anteriors), i seguint la tradició d'atorgar-la en diversos graus. Legalment es basà en l'acta (Reichsgesetzblatt I S. 1573) de l'1 de setembre de 1939, Verordnung über die Erneuerung des Eisernen Kreuzes (Regulació de la renovació de la Creu de Ferro). La Creu de Ferro de la II Guerra Mundial es dividia en 3 categories principals de condecoracions amb una categoria intermèdia, la Creu de Cavaller, instituïda entre la més baixa, la Creu de Ferro i la més alta, la Gran Creu. La Creu de Cavaller substituïa a la Pour le Mérite (o Blue Max) prussiana. Hitler no tenia cap estima per a la Pour le Mérite, car entre d'altres, només podia ser atorgada a oficials. El galó de la medalla (2a classe i Creu de Cavaller) es diferenciava dels anteriors en què el vermell s'afegia als tradicionals blanc i negre (blanc i negre eren els colors de Prússia, mentre que blanc, negre i vermell eren els nous colors d'Alemanya). Hitler també creà la Creu al Mèrit de Guerra per substituir la versió no combatent de la Creu de Ferro.
La Creu de Ferro 1939 habitualment era atorgada en els dos graus següents:
- Creu de Ferro de 2a Classe (Eisernes Kreuz 2. Klasse)
- Creu de Ferro de 1a Classe (Eisernes Kreuz 1. Klasse)

Era atorgada per valentia al camp de batalla, així com per altres contribucions militars en combat.
La Creu de Ferro de 2a Classe s'atorgava amb un galó i es podia lluir de 3 maneres diferents:
- del segon botó de la guerrera
- amb uniforme de gala, es lluïa tota la creu sola o com a part d'una barra de medalles
- amb uniforme de diari, el galó es lluïa al segon botó de la guerrera

La Creu de Ferro de 1a Classe penjava directament mitjançant una agulla o un cargol i no portava galó, i es lluïa centrada sobre la butxaca de l'uniforme, tant en l'uniforme de diari com en el de gala. Era una condecoració progressiva, havent-se de guanyar la de 2a classe per poder optar a la de 1a.
S'estima que se'n van atorgar uns 5 milions de Creus de 2a classe durant la II Guerra Mundial, i unes 730.000 de 1a Classe. Es van atorgar dues Creus de Ferro de 1a Classe a dues dones, una d'elles va ser la pilot de proves Hanna Reitsch.

### Creu de Cavaller de la Creu de Ferro
La Creu de Cavaller de la Creu de Ferro (Ritterkreuz des Eisernen Kreuzes, soviet simplement Ritterkreuz) reconeixia l'extrema valentia en combat o el lideratge d'èxit. La Creu de Cavaller es dividia en 5 graus:
- Creu de Cavaller (Ritterkreuz des Eisernen Kreuzes)
- Creu de Cavaller amb Fulles de Roure (mit Eichenlaub)
- Creu de Cavaller amb Fulles de Roure i Espases (mit Eichenlaub und Schwertern)
- Creu de Cavaller amb Fulles de Roure, Espases i Diamants (mit Eichenlaub, Schwertern und Brillanten)
- Creu de Cavaller amb Fulles de Roure Daurades, Espases i Diamants (mit Goldenem Eichenlaub, Schwertern und Brillanten)

En total la Creu de Cavaller es va atorgar en 7.313 ocasions. Les Fulles de Roure s'atorgà en 883 ocasions; 160 vegades les Espases (incloent a l'almirall japonès Isoroku Yamamoto (, atorgades a títol pòstum), 27 amb Diamants i una amb les Fulles de Roure Daurades, a l'Oberst Hans-Ulrich Rudel.

#### Guanyadors de la Creu de Cavaller amb Fulles de Roure, Espases i Diamants

##### Pilots
- Coronel (Oberst) Werner Mölders (15 de juliol de 1941)
- Major General (Generalleutnant) Adolf Galland (28 de febrer de 1942)
- Coronel (Oberst) Gordon M. Gollob (3 d'agost de 1942)
- Capitàn (Hauptmann) Hans-Joachim Marseille (3 de setembre de 1942)
- Coronel (Oberst) Hermann Graf (16 de setembre de 1942)
- Major Walter Nowotny (19 d'octubre de 1943)
- Coronel (Oberst) Helmut Lent (7 de juliol de 1944)
- Major Erich Hartmann (8 d'agost de 1944)
- Major Heinz-Wolfgang Schnaufer (14 d'octubre de 1944)
- Coronel (Oberst) Hans-Ulrich Rudel (Diamonds: 29 de març de 1944, Fulles de Roure Daurades: 1 de gener de 1945)

##### Capitans de submarí
- Capità (Kapitän zur See) Wolfgang Lüth (11 d'agost de 1943)
- Comandant (Fregattenkapitän) Albrecht Brandi (21 de novembre de 1944)

##### Mariscals
- Erwin Rommel (11 de març de 1943)
- Albert Kesselring (9 de juliol de 1944)
- Walter Model (17 d'agost de 1944)
- Ferdinand Schörner (1 de gener de 1945)

##### Generals i Oficials d'Estat Major
- Generalmajor Adelbert Schulz (9 de gener de 1944)
- SS-Obergruppenführer Herbert Otto Gille (9 de setembre de 1944)
- General der Fallschirmtruppe Hermann-Bernhard Ramcke (9 de setembre de 1944)
- Generalleutnant Theodor Tolsdorff (18 de març de 1945)
- Generalleutnant Dr. Karl Mauss, DDS (5 d'abril de 1945)
- General der Panzertruppe Dietrich von Saucken (8 de maig de 1945)
- General der Panzertruppe Hermann Balck (3 d'agost de 1944)
- General der Panzertruppe Hasso von Manteuffel (18 de febrer de 1945)
- Generalleutnant) Hyazinth Graf Strachwitz (15 d'abril de 1944)
- SS-Oberstgruppenführer Sepp Dietrich (6 d'agost de 1944)
- Generaloberst Hans-Valentin Hube (20 d'abril de 1944)

### Gran Creu de la Creu de Ferro (1939)
Igual que la Creu de Cavaller, la Gran Creu (Großkreuz) es lluïa penjant del coll. L'únic receptor durant tota la guerra va ser el Reichsmarschall Hermann Göring, que la va rebre el 19 de juliol de 1940. La medalla consistia en una Creu de Cavaller més gran: tenia les mateixes característiques, però feia 63mm, en lloc dels 44mm de la Creu de Ferro o els 48,5mm de la Creu de Cavaller. Inicialment es pensava que les fores fossin en or, però finalment es canvià a plata.
Es lluïa penjant d'un galó de 57mm dels mateixos colors que la Creu de Ferro de 2a classe. S'atorgava amb un estoig de cuir vermell amb una àliga amb l'esvàstica en or.
La Gran Creu no era una condecoració per valentia. Estava reservada a Oficials de l'Estat Major General per les decisions estratègiques més importants que afectessin al curs de la guerra. Göring la rebé pel seu comandament de la Luftwaffe durant les campanyes de 1940 a França, Bèlgica i els Països Baixos (a l'hora que era promogut a Reichsmarschall).
La Gran Creu original, que li va ser atorgada pel mateix Hitler, va ser destruïda durant un atac aeri sobre la seva llar de Berlín. No obstant això, Göring tenia copies extra, una d'elles en platí, que era la que portava quan es va rendir als aliats.
En moltes fotografies es pot veure a Göring lluint al mateix temps la Pour le Mérite, la Creu de Cavaller i la Gran Creu.

### Estrella de la Gran Creu de la Creu de Ferro (1939)
L'Estrella de la Gran Creu de la Creu de Ferro se suposava que s'havia de lluir com la Creu de Ferro de 1a classe (subjectada al pit). Igual que la Gran Creu de la Creu de Ferro, no havia de ser atorgada per valentia; sinó que més aviat havia de ser concedida al General de més èxit després de la conclusió de la guerra.
La primera Estrella va ser atorgada a Gebhard Leberecht von Blücher per derrotar a Napoleó a la batalla de Waterloo, el 1815. Se l'anomenà la Blücherstern (Estrella de Blücher). La segona versió va ser atorgada a Paul von Hindenburg per derrotar l'exèrcit rus a la Batalla de Tannenberg, durant la Primera Guerra Mundial.
Durant la II Guerra Mundial se'n fabricà una, però mai no va ser atorgada. L'únic exemple conegut va ser trobat per les forces aliades d'ocupació al final de la guerra, i va ser cedit a la col·lecció militar de l'Acadèmia de West Point. Se suposa que el receptor hauria d'haver estar el Reichsmarschall Hermann Göring. El disseny era el mateix que el de l'Estrella de 1914, però amb la Creu de Ferro 1939 al centre.

## Després de la II Guerra Mundial
Si bé la Creu de Ferro és encara una condecoració en actiu que no ha estat derogada, en ser només una condecoració de guerra no ha estat atorgada des del final de la II Guerra Mundial. A més, la legislació alemanya prohibeix el lluïment de l'esvàstica, per la qual cosa el 1957 el govern de l'Alemanya Occidental autoritzà la substitució de les creus de ferro que lluïen l'esvàstica per creus amb un manat de fulles de roure (de manera similar a les Creus de Ferro de 1813, 1870 i 1914). La llei de 1957 autoritzà versions desnazificades de la major part de les condecoracions de la II Guerra Mundial (excepte aquelles específicament associades amb les organitzacions dependents del Partit Nazi o les que es referien a l'expansió del territori del III Reich)
La Creu de Ferro era el símbol de l'Exèrcit Alemany fins al 1915, quan a ser substituïda per una creu grega més simple. No obstant això, l'1 d'octubre de 1956, el President d'Alemanya Theodor Heuss ordenà que la Creu de Ferro passés a ser l'emblema oficial del Bundeswehr.

## Disseny

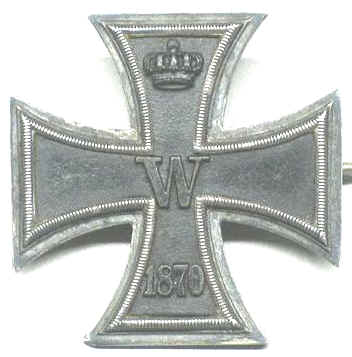
Creu de Ferro 1870

El seu disseny era una creu negra amb la part exterior en metàl·lic, amb les puntes de la creu obertes cap a l'exterior. Va ser dissenyada per l'arquitecte neoclàssic Karl Friedrich Schinkel, i recorda la creu que portaven els cavallers teutònics al segle xiv, així com l'escut del kàiser Frederic el Gran de Prússia. Quan la quadriga de la Deessa de la Pau va ser retirada de París després de la caiguda de Napoleó, l'estàtua va ser recol·locada al capdamunt de la Porta de Brandenburg de Berlín, sent-li substituïda la corona de llorer per una creu de ferro, transformant-la en una Deessa de la Victòria.
El seu galó a les versions de 1813, 1870 i 1914 era negre amb dues franges blanques. També hi havia una versió de no-combatents, amb els colors invertits. A la versió 1939, la franja central negra es va substituir per vermell.
En contrast a moltes altres medalles, la Creu de Ferro té un disseny molt simple i està feta de materials relativament comuns i barats. Tradicionalment estava feta en ferro, si bé en els darrers anys s'ha realitzat en zinc i alumini.
Com que la Creu de Ferro ha estat atorgada en diferents períodes de la història alemanya, sempre hi ha figurat l'any conforme l'era en què va ser atorgada. Així doncs, una Creu de Ferro atorgada a la I Guerra Mundial llueix l'any 1914, mentre que la mateixa condecoració de la Segona Guerra Mundial porta anotat el 1939. Al revers dels models 1870, 1914 i 1939 apareix l'any 1813 sobre el braç inferior, recordant l'any en què es creà la condecoració.
Per a un posseïdor de la Creu de Ferro 1914 era possible rebre un grau superior de la Creu de Ferro 1939, com també era possible una concessió de la 1a o 2a classe. En aquests casos es lluïa juntament amb la Creu de Ferro 1914 una "Barra 1939" ("Spange"). Això també era possible el 1914, però era molt estrany doncs gairebé no quedava ningú en servei que posseís la Creu de Ferro 1870.